# سفارة مصر في فرنسا
سفارة مصر في فرنسا هي أرفع تمثيل دبلوماسي لدولة مصر لدى فرنسا. تقع السفارة في باريس وهي تهدف لتعزيز المصالح المصرية في فرنسا.

## وصلات خارجية
- قائمة سفارات مصر
- قائمة السفارات في فرنسا